# ユリア・アンチポワ
ユリア・ヴァレントィーニウナ・アンチポワ（ロシア語: Юлия Валерьевна Антипова、ロシア語ラテン翻字: Julia Walerjewna Antipova、1997年12月18日 - ）は、ロシア出身の女性フィギュアスケート選手（ペア）。パートナーはノダリー・マイスラーゼ。

## 経歴
元々は女子シングルで競技を行っていたが、2012年の春にノダリー・マイスラーゼとペアを結成した。初出場のロシア選手権で4位、ババリアンオープンでは銀メダルを獲得。2013-2014シーズン、ババリアンオープンで国際大会初優勝。世界選手権はタチアナ・ボロソジャル/マキシム・トランコフ組の補欠から出場し8位入賞。
2014年5月16日にシーズン最後の練習を終えシーズンオフに入った。テストスケートに向けて練習を開始するためにコーチと顔を合わせた時には痩せ細っており、拒食症と医師からの診断を受けた。モスクワの病院への入院時にはわずか25kgの体重しかなかった。イスラエルの病院での治療の結果、2015年4月時点で50kgに体重が回復した。

## 主な戦績
| 大会/年            | 2012-13 | 2013-14 |
| ------------------ | ------- | ------- |
| 世界選手権         |         | 8       |
| ロシア選手権       | 4       | 4       |
| GPロステレコム杯   |         | 5       |
| ババリアンオープン | 2       | 1       |
| ニース杯           |         | 4       |

### 詳細
| 2013-2014 シーズン     |                                                  |         |           |          |
| 開催日                 | 大会名                                           | SP      | FS        | 結果     |
| 2014年3月24日 - 30日   | 2014年世界フィギュアスケート選手権（さいたま）   | 8 66.78 | 10 119.44 | 8 186.22 |
| 2014年1月29日 - 2月2日 | 2014年ババリアンオープン（オーベルストドルフ）   | 1 64.14 | 1 113.95  | 1 178.09 |
| 2013年12月22日 - 27日  | ロシアフィギュアスケート選手権（ソチ）           | 5 64.28 | 7 110.69  | 4 174.97 |
| 2013年11月22日 - 24日  | ISUグランプリシリーズ ロステレコム杯（モスクワ） | 4 62.87 | 5 118.63  | 5 181.50 |
| 2013年10月23日 - 27日  | 2013年ニース杯（ニース）                         | 4 47.03 | 4 102.51  | 4 149.54 |

| 2012-2013 シーズン    |                                                |         |          |          |
| 開催日                | 大会名                                         | SP      | FS       | 結果     |
| 2013年2月6日 - 11日   | 2013年ババリアンオープン（オーベルストドルフ） | 2 59.74 | 2 114.24 | 2 173.98 |
| 2012年12月24日 - 28日 | ロシアフィギュアスケート選手権（ソチ）         | 6 56.96 | 4 121.84 | 4 178.80 |

## プログラム使用曲
| シーズン  | SP                                                 | FS                                             | EX                                   |
| --------- | -------------------------------------------------- | ---------------------------------------------- | ------------------------------------ |
| 2013–2014 | ベートーヴェンの5つの秘密 演奏：ザ・ピアノ・ガイズ | マネー 虚空のスキャット 作曲：ピンク・フロイド | Maybe I Maybe You 曲：スコーピオンズ |